# Ramblers Football Club
Maillots
Le Ramblers Football Club, appelé plus couramment Ramblers est un club de football namibien fondé en 1945 et basé à Windhoek, capitale du pays.

## Palmarès
- Championnat de Namibie (1) :
  - Champion : 1992

- Coupe de Namibie (1) :
  - Vainqueur : 2005

## Anciens joueurs
- Lutz Pfannenstiel
- Jeremiah Baisako
- Pineas Jacob
- Quinton Jacobs
- Lazarus Kaimbi
- Michael Pienaar
- Oliver Risser
- Wilko Risser